# Citharidae
I Citharidae sono una famiglia di pesci ossei appartenenti all'ordine Pleuronectiformes.

## Distribuzione e habitat
Questa famiglia è diffusa soprattutto nell'Oceano Indiano e nella parte occidentale dell'Oceano pacifico. La specie Citharus linguatula è presente nell'Oceano Atlantico orientale tra il Portogallo e l'Angola, compreso il mar Mediterraneo.
Vivono su fondali sabbiosi del piano infralitorale e del piano circalitorale, raramente più in profondità.

## Descrizione
Si tratta di pesci piatti e come tali presentano corpo asimmetrico e molto appiattito, con entrambi gli occhi sullo stesso lato. Sono abbastanza simili ai Bothidae come Lepidorhombus whiffiagonis o Arnoglossus laterna ma si possono distinguere per le grandi scaglie che sono assenti o piccole nei Bothidae. Gli occhi sono di solito sul lato sinistro. La linea laterale è presente su entrambi i lati del corpo. Nelle pinne ventrali c'è un raggio spinoso che è assente nei Bothidae. La pinna dorsale è lunga e inizia anteriormente agli occhi.
Hanno piccole dimensioni, raramente raggiungono i 30 cm.

## Biologia
Poco nota.

### Alimentazione
Carnivori.

## Pesca
Si catturano con reti a strascico, reti da posta e lenze di vario tipo ma non hanno grande importanza commerciale.

## Specie
- Brachypleura novaezeelandiae
- Citharoides axillaris
- Citharoides macrolepidotus
- Citharoides macrolepis
- Citharoides orbitalis
- Citharus linguatula
- Lepidoblepharon ophthalmolepis